# ミゲル・ブレイス
ミゲル・ブレイス（Miguel Bleis, 2004年3月1日 - ）は、ドミニカ共和国サン・ペドロ・デ・マコリス州サンペドロ・デ・マコリス出身のプロ野球選手（外野手）。右投右打。MLBのボストン・レッドソックス傘下所属。

## 経歴
2021年1月15日にアマチュア・フリーエージェントでボストン・レッドソックスと契約してプロ入り。契約金は150万ドル。傘下のルーキー級ドミニカン・サマーリーグ・レッドソックスでプロデビューし、36試合に出場して打率.252、4本塁打、17打点の成績を記録した。
2022年はルーキー級フロリダ・コンプレックスリーグ・レッドソックスで40試合に出場して打率.301、5本塁打、27打点の成績を記録した。